# Río de Colomera
Río de Colomera är ett vattendrag i Spanien.   Det ligger i provinsen Provincia de Granada och regionen Andalusien, i den södra delen av landet, 300 km söder om huvudstaden Madrid. Río de Colomera ligger vid sjön Pantano de Cubillas.